# Teleosauridae
I teleosauridi (Teleosauridae) sono una famiglia di rettili arcosauri affini ai coccodrilli, vissuti dal Giurassico inferiore al Cretaceo inferiore (190 – 130 milioni di anni fa). I loro resti sono stati rinvenuti in Europa, Sudamerica, Madagascar e Africa.

## Descrizione
Dotati di un corpo lungo e affusolato, i teleosauridi assomigliavano superficialmente all'odierno gaviale del Gange (Gavialis gangeticus). Questa somiglianza era dovuta principalmente al cranio stretto e allungatissimo, con fauci armate di moltissimi denti per intrappolare prede scivolose come i pesci. Al contrario del gaviale, però, i teleosauridi erano animali adattati alla vita in mare aperto, come si evince dai resti fossili rinvenuti nei giacimenti marini di Holzmaden in Germania, dove sono stati rinvenuti alcuni bellissimi esemplari della specie più conosciuta, Steneosaurus bollensis.
Il corpo affusolato, le zampe molto corte e la coda lunga, appiattita e potente permettevano ai teleosauridi un adattamento quasi perfetto alla vita in mare aperto. La corazza dermica, tipica dei crocodilomorfi, nei teleosauridi era drasticamente ridotta; probabilmente questa caratteristica era un ulteriore adattamento alla vita marina. Lunghi mediamente tre metri, i teleosauridi erano predatori che si cibavano principalmente di pesci e cefalopodi.

## Evoluzione
I teleosauridi non sono attualmente considerati veri e propri coccodrilli, anche se la parentela con le forme attuali è fuori discussione. I parenti più prossimi di questi animali sembrerebbero essere i metriorinchidi (Metriorhynchidae), “coccodrilli” vissuti nello stesso periodo, le cui specializzazioni per una vita totalmente acquatica divennero ancora più estreme. Queste due famiglie sono sovente riunite nel gruppo dei talattosuchi (Thalattosuchia), il cui nome significa “coccodrilli marini”.
Tra i teleosauridi più noti, oltre al già citato Steneosaurus del Giurassico inferiore, sono da ricordare anche Platysuchus, Machimosaurus e Teleosaurus
del Giurassico medio, che dà il nome alla famiglia.